# إيسا ميراندا
إيسا ميراندا (بالإيطالية: Isa Miranda) هي كاتِبة وممثلة إيطالية، ولدت في 5 يوليو 1905 في إيطاليا، وتوفيت في 8 يوليو 1982 بروما في إيطاليا بسبب مرض.

## أعمال

### أفلام
- (1949) أسوار مالاباجا[3]
- (1964) الرولز رويس الصفراء
- (1974) البواب الليلي

## وصلات خارجية
- عيسى ميراندا على موقع IMDb (الإنجليزية)
- عيسى ميراندا على موقع ألو سيني (الفرنسية)
- عيسى ميراندا على موقع أول موفي (الإنجليزية)
- عيسى ميراندا على موقع قاعدة بيانات الأفلام السويدية (السويدية)
- عيسى ميراندا على موقع إن إن دي بي (الإنجليزية)
- عيسى ميراندا على موقع ديسكوغز (الإنجليزية)
- عيسى ميراندا على موقع قاعدة بيانات الفيلم (الإنجليزية)
- عيسى ميراندا على موقع كينوبويسك (الروسية)